# Regula falsi-metoden
Regula falsi-metoden är en metod ägnad att bestämma t. ex. en lösning till en ekvation f(x) = 0. Om x = a och x = b är två goda approximationer så att A = f(a) och B = f(b) är små, så är nästa approximation c skärningen mellan kordan genom punkterna och x-axeln, d. v. s. c = (aB – bA) / (B – A).
Metoden kan användas i aritmetik, algebra och matematisk analys. Enkelt uttryckt försöker dessa metoder att utvärdera en ekvation med hjälp av testvärden för variablerna, och sedan justera värdena därefter.
Två grundläggande typer av regula falsi kan urskiljas, enkel falsk position och dubbel falsk position. Enkel falsk position syftar till att lösa problem med direkt proportion. Sådana problem kan skrivas algebraiskt i formen: Bestäm x så att
{\displaystyle ax=b,}

De två första iterationer av regula falsi-metoden. Den röda kurvan visar funktionen f och de blå linjerna är sekanter.

Om a och b är kända syftar dubbel falsk position till att lösa svårare problem som kan skrivas algebraiskt i formen: Bestäm x så att
{\displaystyle f(x)=b,}
om det är känt att
{\displaystyle f(x_{1})=b_{1},\qquad f(x_{2})=b_{2}.}
är dubbel falsk position matematiskt ekvivalent med linjärinterpolering; för en affin linjär funktion,
{\displaystyle f(x)=ax+c,}
det ger den exakta lösningen, medan det för en icke-linjär funktion f ger en approximation som kan successivt förbättras genom iteration.

### Allmänna källor
- Bra Böckers lexikon, 1979